# SUPER DIGITORIAL
SUPER DIGITORIAL（スーパーデジトリアル、略称：S.DIGI〈エスデジ〉）は、NECネクサソリューションズ株式会社から販売されている国産型業務用DTPシステムである。
2000年に販売開始された。
2022年時点、日本国内で販売継続している。
シリーズには、コンテンツ管理のSUPER DIGITORIAL/CMS、高速処理で組版可能にする自動組版デザイナー、モリサワ数式フォントを使用した数式オプションも販売されている。
2020年11月、SUPER DIGITORIALはEdianWingと製品統合を行い、以降の最新メジャーバージョンはSUPER DIGITORIAL/EWとして販売している。
（以降、本ページでは製品統合以前のSUPER DIGITORIALをSUPER DIGITORIAL/EXとして表記する。）

## 概要
大量ページの書籍や雑誌からブランケット版の新聞まで多種多様な制作物の組版を行うことができる。
CMSデータベースとの連携による新聞・求人誌・年賀状・名刺作成等、自動組版のニーズにも対応している。
また、数式機能は従来の独自の数式フォントに加え、モリサワフォントも使用可能に強化された。
数式以外にもMicrosoft Wordの本文に設定した書体・文字サイズ・字下げ・文字色（影・フチ）・網かけ・囲み罫・ルビ・割注・表・画像なども取り込めるWordのin-outなどの機能強化に対応している。
2019年1月、DTPシステム EdianWingを販売していたキヤノンITソリューションズ株式会社より事業譲渡される。
2020年11月にSUPER DIGITORIAL/EX 及び EdianWingの固有機能を統合する形で統合版 SUPER DIGITORIAL/EWがリリースされた。
SUPER DIGITORIAL/EX 及びEdianWingは、統合版SUPER DIGITORIAL/EWへの移行が可能である。
Windows OSで起動し、スタンドアロンモデル、サーバー・クライアントモデルが用意されている。
本システムは管理工学研究所が開発を行っている。

## 統合版SUPER DIGITORIAL/EW
統合版SUPER DIGITORIAL/EWは、OpenType、TrueTypeフォント、unicodeベースの最新製品である。
SUPER DIGITORIAL/EX、EdianWingで個々に実装されていた専用機能も使用することができる。
データの入出力は、KijiXという独自規格により統合版SUPER DIGITORIAL/EWデータをXMLフォーマットとして書出し／読込みが可能で、Excelデータ（xlsx）の取込みにも対応する。
出力したKijiXファイルは、IDMLデータ（InDesignの独自形式）に変換できる。

## 統合版リリースに伴うデータ移行への考慮
統合版SUPER DIGITORIAL/EWよりも古いバージョンのSUPER DIGITORIAL/EX 及びEdianWingは、移行のためにそれぞれ必要な専用互換オプションで対応している。

## ファミリー

### SUPER DIGITORIAL/EW
2020年11月にNECネクサソリューションズからリリースした最新バージョンの統合版SUPER DIGITORIAL。SUPER DIGITORIAL/EXと、EdianWingの製品統合を行った。2022年時点リビジョンはV12.5.0。

### SUPER DIGITORIAL/EX
2000年にNECネクサソリューションズから発売開始された旧版バージョンのSUPER DIGITORIAL。2022年時点最終リビジョンはV12.0.7およびV12.0.8。（販売終了）

### EdianWing
キャノンITソリューションズから販売されていたDTPシステム。2019年1月1日にNECネクサソリューションズに事業譲渡された。2022年時点最終リビジョンはV7.0.7。（販売終了）